# Bidatsu
L'empereur Bidatsu (敏達天皇, Bidatsu Tennō), né en 538 et décédé en 585 de la variole, était le trentième empereur du Japon, selon l'ordre traditionnel de la succession, et régna de 572 à 585.

## Généalogie
Avant son avènement au trône du chrysanthème, son nom personnel (iminia) était Wosada Nunakura Futo Damashiki no Mikado.
Son nom personnel, selon le Nihon shoki, était Nunakura Futo Damashiki.
Bidatsu était le second fils de l'empereur Kinmei par sa consort Ishi-hime (Iwahime), fille de l'empereur Senka.

### Impératrices et consorts
L'empereur Bidatsu eut six fils et dix filles, avec quatre épouses :
- princesse Hiro Hime, fille du prince Mate no Okinaga ; impératrice en 572 ; morte en 575 ; dont il eut :
  - princesse Sakanobori ;
  - princesse Uji no Shitsukahi ;
  - prince Oshisako no Hikohito no Oe, né vers 556, marié à la princesse Ohomata (Ohotomo), sa tante, fille de l'empereur Kinmei et de Soga no Kitashi-Hime, dont il eut un fils et une fille ; à la princesse Nukate-hime (sa demi-sœur), dont il eut trois fils ; et à la princesse Woharida (sa demi-sœur), dont il eut un fils et une fille :
    - premier fils : prince Chinu, né vers 575 et marié à la princesse Kibitsu-Hime, dont il eut deux enfants : la princesse Takara (future impératrice Kōgyoku), née 594, et le prince Karu (futur empereur Kōtoku) ;
    - première fille : princesse Kuhada ;
    - second fils : prince Tamura (empereur Jomei), né en 593 ;
    - troisième fils : prince Nakatsu ;
    - quatrième fils : prince Tara ;
    - cinquième fils : prince Yamashiro ;
    - seconde fille : princesse Kasanuhi ;

- Ominako no Iratsume (Kusu Kimi no Iratsuko), fille de Kasuga no Nakatsu Kimi no Omi ; seconde consort impériale, dont il eut quatre enfants :
  - prince Naniha ;
  - prince Kasuga ;
  - princesse Kuwada ;
  - prince Ohomata ;

- Unako no Otoshi (Wo-Umako no Iratsume), fille de Ohoka no Obito no Okuma ; troisième consort impériale, dont il eut deux enfants :
  - princesse Futohime (princesse Sakurawi) ;
  - princesse Nukate Hime (princesse Takara ou Tamura), née en 570, mariée au prince Oshisaka no Hikohito no Oe, son demi-frère ;

- princesse Nukatabe, née en 553, fille de l'empereur Kinmei par Soga no Kitashi hime, consort impériale ; impératrice en 576 (impératrice Suiko), morte en 628 ; dont il eut sept enfants :
  - princesse Uji no Shitsukahi (Uji no Kahitako, née en 570, mariée au prince Shōtoku, fils de l'empereur Yōmei et de l’impératrice Anahobe ;
  - prince Takeda ;
  - princesse Woharida, née en 572, mariée à son demi-frère Oshizaka no Hikohito no Oe ;
  - princesse Umori (Karu no Mori) ;
  - prince Wohari ;
  - princesse Tame, mariée à son neveu l'empereur Jomei ;
  - princesse Sakurawi no Yumihari.

## Biographie
Il est désigné prince héritier par son père Kinmei, et monte sur le trône quelques jours après la mort de celui-ci. Son règne voit se succéder deux impératrices. La première, Hirohime, meurt dans la cinquième année de son règne. Pour la remplacer, il élève au rang d'impératrice l'une de ses concubines, la princesse Nukatabe. Celle-ci est sa demi-sœur par leur père Kinmei. Elle deviendra plus tard la première impératrice régnante sous le nom de Suiko.
À son avènement au trône, il nomma Mononobe Yuge no Moriya no Muraji, fils de Mononobe no Ogosi, régent de l'empire, et Soga no Moumako, fils de Soga-no Iname, Premier ministre.
Bientôt après, l'empereur bâtit un nouveau palais à Osada no Miya d'Iware dans la province de Yamato. On lui envoya du Hiaksai et du Silla/Sinra plusieurs images de Bouddha et des livres de prières ; mais quoiqu'il aimât la littérature chinoise, il ne favorisa pourtant pas la doctrine bouddhiste. Son neveu, Umayado no ōji (le prince Shōtoku Taishi) et le Premier ministre, Soga no Umako, étaient très attachés à cette religion. À cette époque, la peste reparut. Mononobe no Moriya, régent de l'empire, ayant appris qu'Umako suivait la religion de Bouddha, convainquit l'empereur qu'il fallait réprouver cette doctrine. Le monarque y ayant consenti, le seigneur Mononobe alla au temple et le détruisit.
Bidatsu règne durant une période de vive tension entre les clans Soga et Mononobe au sujet de l'acceptation du bouddhisme au Japon.
Pour les affaires étrangères, il tente de rétablir l'influence japonaise en Corée, sans grand succès. Selon le Nihon shoki, sa cour établit des relations avec les royaumes coréens de Paekche et de Silla.
Bien qu'il ait eu beaucoup d'enfants, aucun d'eux ne devint empereur : à sa suite monteront sur le trône deux de ses frères, Yōmei et Sushun, puis son épouse et demi-sœur Suiko, puis son petit-fils Jomei.
On reçut alors du pays de Kōkuli (Goguyeo, situé en partie en Mandchourie et en Corée moderne) une lettre écrite sur des plumes de corbeau ; personne ne pouvant la lire, Ō-chin-ni la tint sur de la vapeur de riz cuit, ce qui humecta les plumes, de sorte que les lettres apparurent ; la pressant sur une pièce de soie, par ce moyen on parvint à la lire.

### Kugyo
- Soga Umako no Sukune
- Mononobe Yuge no Moriya no Muraji